# Varecza Árpád
Varecza Árpád (Vác, 1941. szeptember 6. – Nyíregyháza, 2005. szeptember 26.) matematikus, a Nyíregyházi Főiskola volt tanára, a Matematika és Informatika Intézet vezetője, s három évig az intézmény főigazgató-helyettese.

## Életpályája
Szegeden végezte 1963-ban a tanárképző főiskolát, majd az ELTE Bölcsészettudományi Kar (ELTE-BTK) szerzett középiskolai tanári diplomát matematika–fizika–műszaki ismeretek szakon. Első munkahelyei szülőhelye környékéhez kötötték. Tanított a váchartyáni és a verőcei általános iskolában, majd a váci  Géza Király Gimnázium és Szakközépiskolában.
Egy pályázat útján került 1969-ben Nyíregyházára a Tanárképző Főiskola Matematika Tanszékére tanársegédi beosztásba, 1971-ben adjunktus, 1977-ben docens és 1983-ban főiskolai tanári kinevezést kapott.
1977 és 1980 között aspiráns volt a Magyar Tudományos Akadémia Matematikai Kutató Intézetében. 1975-ben doktori címet szerzett a Kossuth Lajos Tudományegyetemen, 1982-ben megvédte kandidátusi értekezését. 
A Bereznai Gyula nevével fémjelzett korszakot követően 1984-től volt a Matematika Tanszék, majd 2000-től a Matematika és Informatika Intézet vezetője, s három évig az intézmény főigazgató-helyetteseként is tevékenykedett.

## Munkássága
Szakterülete volt a kombinatorika, ezen belül a rendezési algoritmusok.
A kandidátusi fokozatot „Optimális rendezési algoritmusok” című értekezésével szerezte meg.
A Bolyai János Matematikai Társulat megyei tagozatának tiszteletbeli örökös elnöke, a TIT megyei matematikai tagozatának elnöke, a  DAB matematika–fizika–csillagászat szakbizottságának tagja, a főiskola tudományos bizottságának elnöke, az MM Intenzív Továbbképzési Tanács és az MM számítástechnika-oktatás tanácsadó testületének tagja, a Matematika sorozat szerkesztője volt.
Irányítása alatt 1985-ben 4 kolléga szerzett egyetemi doktori címet.

## Könyvei
- Tanárképző főiskolák matematika versenyei[7]
- A tanárképző főiskolák Péter Rózsa matematikai versenyei[8]

## Díjai, kitüntetései
- 1976 – Miniszteri dicséret
- 1986 – Kiváló Munkáért
- 1989 – a Tudományos Bizottság nívódíja
- 1992 – Beke Manó-emlékdíj[9]
- 2000 – Eötvös József-emlékplakett
- 2001 – Apáczai Csere János-díj
- 2004 – Elsőként kapta meg a Nyíregyházi Főiskola Természettudományi Kara által alapított Bereznai Gyula-emlékgyűrűt.

## Publikációi
- Deltoid és rombusz tanításáról - A Matematika Tanítása, 1969.
- Halmazelmélet és oszthatóság a 6. osztályban - A Matematika Tanítása, 1969.
- Függvény a 8. osztályban - Módszertani Közlemények, 1970.
- Közönséges törtek összeadása és a halmazok - Módszertani Közlemények, 1970.
- Megjegyzés a lineáris függvények tanításához - A Matematika Tanítása, 1970.
- Szükséges, elégséges, szükséges és elégséges feltétel - Pedagógus TovábbképzésKönyvtára, 1970.
- Egy probléma bizonyos általánosítása - A Matematika Tanítása, 1971.
- Halmazok alkalmazása szakköri feladatok megoldásában i., ii - MódszertaniKözlemények, 1971.
- Szükséges és elégséges feltétel - A Matematika Tanítása, 1971.
- Egy általánosítási problémáról - A Matematika Tanítása, 1972.
- Á. Varecza - L. Varecza: A rational function that induces a topological structure - ActaAcad. Paedagog. Civitate Pécs Ser. 6 Math. Phys. Chem. Tech., 1972.
- Á. Varecza - L. Varecza: On the graphs of finite Boolean algebras - Acta Acad. Paedagog.Civitate Pécs Ser. 6 Math. Phys. Chem. Tech., 1973.
- Negáció - A Matematika Tanítása, 1973.
- A négyzetrács rácspontjai által meghatározott téglalapok és négyzetek számáról - Acta Math. Acad. Paedagog. Nyházi., pages 39–45, 1973.
- Véges Boole-algebrák elemeinek partíciójáról - Acta Math. Acad. Paedagog.Nyházi., pages 45–49, 1973.
- Véges halmaz részhalmazainak rendszerét realizáló gráf tulajdonságairól - ActaMath. Acad. Paedagog. Nyházi., pages 21–28, 1973.
- Véges szabad Boole-algebrák gráfjainak néhány tulajdonsága - Acta Math. Acad.Paedagog. Nyházi., pages 31–39, 1973.
- Á. Varecza - L. Varecza: The number of chains in a finite Boolean algebra - Acta Acad.Paedagog. Civitate Pécs Ser. 6 Math. Phys. Chem. Tech., 1974.
- Egy általánosítási probléma és a Bose-Einstein statisztika - A MatematikaTanítása, 1975.
- A Boole-algebra kételemű láncairól - Acta Math. Acad. Paedagog. Nyházi.,pages 13–20, 1976.
- Jelentés a Tanárképző Főiskolák Országos Matematika versenyéről - A Matem-atika Tanítása, 1976.
- Á. Varecza - G. Bereznai: Főiskolai matematika versenyek 1952–1970 - Tankönyvkiadó,1978.
- Methods for determination of principle bounds of ordering algorithms - Alkalmaz.Mat. Lapok, 1979.
- Az n-dimenziós Euklideszi tér egy extremál problémája - Acta Math. Acad. Paed-agog. Nyházi., pages 83–87, 1980.
- A Katona-Kleitman tétel általánosításáról - Acta Math. Acad. Paedagog. Nyházi.,pages 89–94, 1980.
- Számozott pontú fák számáról - A Matematika Tanítása, 1980.
- Á. Varecza - G. Bereznai: Megjegyzés egy versenyfeladathoz - A Matematika Tanítása,1980.
- Egy versenyfeladat és a keresési problémák - A Matematika Tanítása, 1981.
- Á. Varecza - G. Bereznai: Főiskolai matematika versenyek 1971–1979 - Tankönyvkiadó,1981.
- Á. Varecza - T. Rozgonyi: Bizonyos rekurzív sorozatokról - A Matematika Tanítása, 1981.
- Are two given elements neighbouring? - Discrete Math., 42(1):107–117, 1982.
- Finding two consecutive elements - Studia Sci. Math. Hungar., 17(1-4):291–302,1982.
- Adott elemmel szomszédos elemek meghatározásáról - Acta Math. Acad. Paeda-gog. Nyházi., pages 107–116, 1982.
- Egy keresési probléma és megfordítása - Acta Math. Acad. Paedagog. Nyházi.,pages 117–124, 1982.
- Egy versenyfeladat háttere - Acta Math. Acad. Paedagog. Nyházi., pages 95–106,1982.
- Néhány probléma az optimális rendezési algoritmusokkal kapcsolatban - Bull.Appl. Math., 1982.
- On the smallest and largest elements - Ann. Univ. Sci. Budapest. Sect. Comput.,4:3–10 (1984), 1983.
- Are m given elements neighbouring? In Finite and infinite sets, Vol. I, II(Eger, 1981), volume 37 of Colloq. Math. Soc. János Bolyai, pages 763–788. North-Holland,Amsterdam, 1984.
- On generalization of a problem of G. O. H. Katona - Alkalmaz. Mat. Lapok,10(3-4):359–372, 1984.
- Remarks on a problem of G. O. H. Katona - Bull. Appl. Math., 34:155–168, 1984.
- Egy kombinatorikai problémáról - A Matematika Tanítása, 1985.
- Néhány optimális stratégia - Acta Math. Acad. Paedagog. Nyházi., pages 15–36,1985.
- Á. Varecza - J. Hartos: Egyszerű gráfok maximális köreiről - Acta Math. Acad. Paedagog.Nyházi., pages 11–13, 1985.
- On the searching problems - Bull. Appl. Math., 38:104–120, 1985.
- Á. Varecza - G. Bereznai: On the convergence of certain sequence - Acta Math. Acad.Paedagog. Nyházi., pages 9–10, 1985.
- Egy sorbanállási problémáról - A Matematika Tanítása, 1986.
- Finding the lower neighbour of x. - Acta Math. Acad. Paedagog. Nyházi., pages5–14, 1988.
- On a conjecture of G. O. H. Katona. - Studia Sci. Math. Hungar., 23(1-2):41–52,1988. (zbMATH)
- Matematika intenzív továbbképzés - Pedagógiai Műhely, 1989.
- Á. Varecza - G. Bereznai: Főiskolai matematika versenyek 1980–1985 - Tankönyvkiadó,1989.
- Egész számok additív előállításáról - Módszertani füzetek, 1990.
- On a problem of G. O. H. Katona - Publ. Math. Debrecen, 37(3-4):165–174, 1990.
- Emlékezés Bereznai Gyulára - Acta Math. Acad. Paedagog. Nyházi., pages 1–5,1991.
- Á. Varecza - Orsolya Kocsis: On a recursive sequence - Acta Math. Acad. Paedagog. Nyházi.,pages 5–9, 1991.
- Á. Varecza - O. Kocsis: On the indices of two given elements - Acta Math. Acad. Paedagog.Nyházi., pages 9–15, 1991.
- Második szomszéd keresése - Acta Math. Acad. Paedagog. Nyházi., pages 3–5,1992.
- Á. Varecza - T. Rozgonyi: A tanárképző főiskolák Péter Rózsa matematikai versenyei IV.(1986–2002). - Typotex, 2003.